# Abraham Bailey
Abraham Lincoln Bailey, Spitzname Sweetbread, (geboren am 12. Februar 1895 in Joliet, Illinois; gestorben am 27. September 1939 ebenda) war ein US-amerikanischer Baseballspieler in der Major League Baseball (MLB) auf der Position des Pitchers.

## Werdegang
Bailey machte am 23. Mai 1919 im Alter von 24 Jahren für die Chicago Cubs sein Debüt gegen die Philadelphia Phillies in der MLB. Das Spiel verloren die Cubs mit 2 zu 7. Er lief bis zur Anfang der Saison 1921 für die Cubs und wechselte in der laufenden Saison zu den Brooklyn Robins, wo er am 11. Juni 1921 sein letztes Spiel in der MLB bestritt. Bailey wechselte anschließend in die Minor League (MiLB) und spielte dort bis zu seinem Karriereende Ende 1923 in unterklassigen Mannschaften.
Seine Statistiken in der MLB belaufen sich auf vier Wins, sieben Loss, 35 Strikeouts bei einer Earned Run Average von 4.59 in 137 1⁄3 gepitchten Innings.
Bailey starb im Alter von 44 Jahren in seiner Heimatstadt Joliet, Illinois an Krebs und wurde auf dem Elmhurst Cemetery bestattet.